# O
O je šestnajsta črka slovenske abecede.

## PomeniO
- O je simbol za kemijski element kisik.